# GPU-Z
TechPowerUp GPU-Z (o semplicemente GPU-Z) è un tool progettato per fornire informazioni sulle schede video e sulle unità di elaborazione grafica (o GPU). L'utility mostra le specifiche relative alla GPU e sulla sua memoria; inoltre mostra informazioni sulla temperatura, sulla frequenza della memoria, sull'utilizzo della GPU e sulla velocità di rotazione della ventola.

## Caratteristiche
L'utility consente di visualizzare le seguenti informazioni sulla scheda video:
- Nome della scheda video
- Nome della GPU
- Processo produttivo
- Dimensioni del die
- Numero di transistor
- Supporto a DirectX/Pixel Shader
- Tipo di memoria
- Quantitativo di memoria video
- Larghezza di banda della memoria
- Tipologia di bus
- Larghezza di banda del bus
- Frequenza della GPU
- Memory Clock (frequenza di lavoro della RAM)
- Versione del driver
- Versione del BIOS
- Sensori[2]
- Velocità della ventola
- Interfaccia SLI/CrossFire